# Parcul Civic din Timișoara

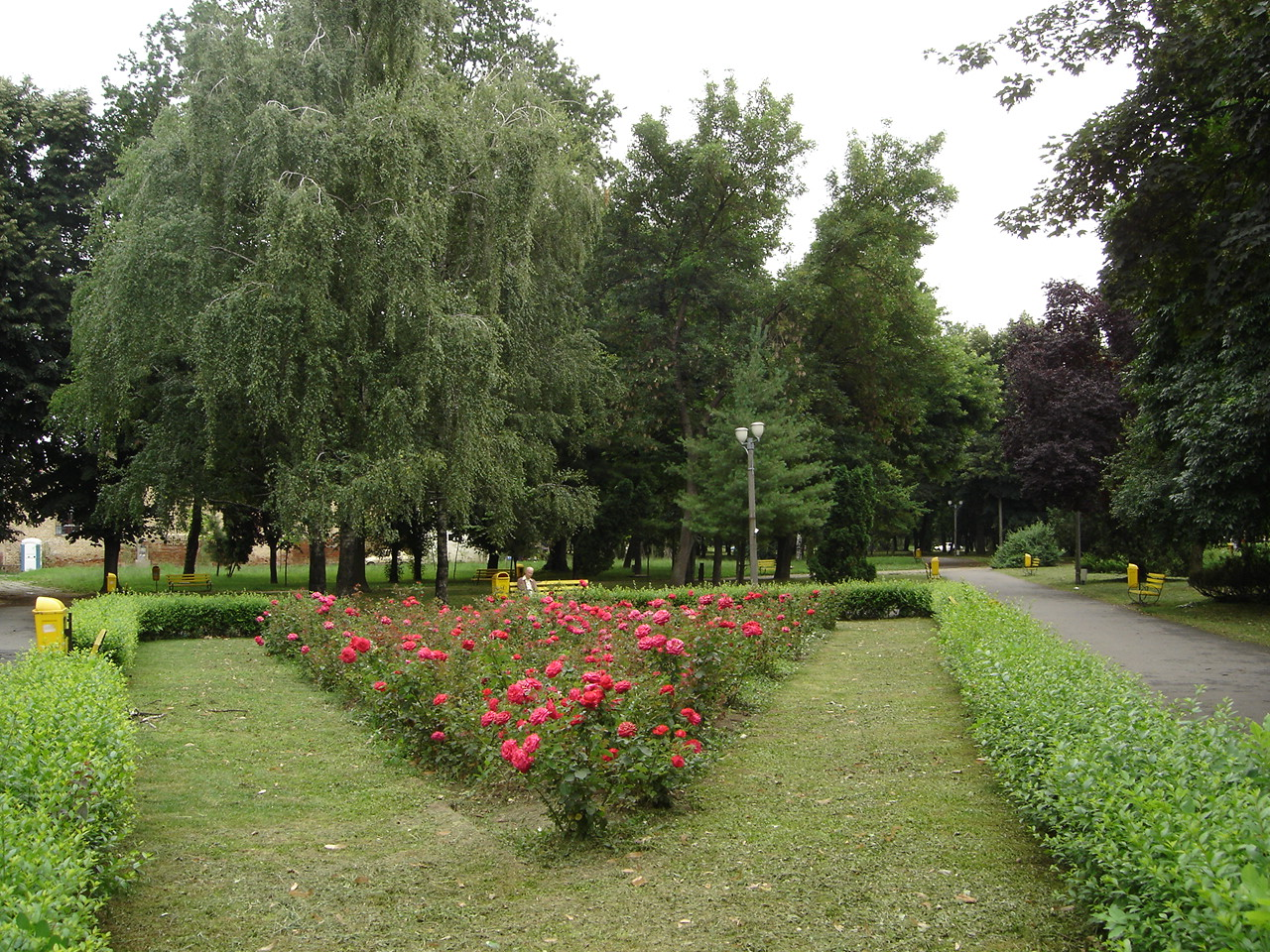
Parcul Civic

Parcul Civic este situat zona centrală a Timișoarei. A fost creat în 1971 și este cel mai tânăr parc din oraș. Parcul este situat in cartierul Cetate, in spatele Hotelului Continental.

## Descriere
Parcul are o suprafață de 76000 de metri pătrați. Este situat pe zona în care se afla cândva Cazarma Transilvaniei. Aceasta a fost demolată în anii 1960. Planul era de a construi un nou centru civic al orașului pe locul acesteia. Planul a fost, însă, abandonat iar pe zona rămasă liberă a fost creat Parcul Civic. Între 1968 și 1971, aici a fost construită ceea ce era atunci cea mai înaltă clădire din Timișoara, Hotelul Continental și, de asemenea, Ceasul floral dinspre Strada Proclamația de la Timișoara, un reper al orașului. Se replantează de două ori pe an. Pe latura sudică, parcul este strabătut de b-dul I. C. Brătianu, arteră care il desparte de Parcul I. C. Brătianu, aflat peste drum, care ar putea fi considerat o continuare a Parcului Civic.
O rămășiță a Cazărmii Transilvania, care se află în parc, este folosită ca scenă secundară de către Teatrul Național Timișoara.